# Aleksander Mełeń-Korczyński
Aleksander Czesław Mełeń-Korczyński (ur. 9 czerwca 1909, zm. 27 lutego 1977 na Florydzie) – polski prawnik, emigracyjny działacz polityczny.

## Życiorys
Urodził się 9 czerwca 1909 w majątku Władysławówka w powiecie bogusławskim. Studiował prawo na Uniwersytecie Warszawskim, podczas studiów działał w Związku Polskiej Młodzieży Demokratycznej.
Ukończył studia na Wydziale Prawa Uniwersytetu Jana Kazimierza we Lwowie z tytułem magistra praw oraz Studium Dyplomatyczne Uniwersytetu Jana Kazimierza we Lwowie z tytułem magistra nauk dyplomatycznych. Następnie pracował jako asystent w Katedrze Prawa Międzynarodowego na Uniwersytecie Jana Kazimierza we Lwowie. Po wybuchu II wojny światowej był żołnierzem 2 Dywizji Strzelców Pieszych, internowany w Szwajcarii. Tam był kierownikiem naukowym Polskiego Obozu Uniwersyteckiego.
Obronił doktorat na Uniwersytecie we Fryburgu, a następnie był profesorem prawa międzynarodowego na Polskim Uniwersytecie Na Obczyźnie. Zaangażował się w działalność Polskiego Ruchu Wolnościowego „Niepodległość i Demokracja”. Od 1952 przebywał w Nowym Jorku jako komentator polityczny sekcji polskiej Radia Wolna Europa. Należał do Polskiego Towarzystwa Naukowego na Obczyźnie, Związku Federalistów Polskich, był członkiem, a od 1964 wiceprezesem Instytutu Piłsudskiego. Zbierał dzieła sztuki, posiadał bogatą kolekcję malarstwa polskiego, swoje zbiory zapisał w testamencie Instytutowi Józefa Piłsudskiego.
Dorobek naukowy stanowią liczne prace i rozprawy naukowe oraz publikacje, z których najważniejszą jest książka „Ordynacje w dawnej Polsce”. Był  wieloletnim współpracownikiem emigracyjnego tygodnika „Wiadomości”. Został odznaczony Orderem Odrodzenia Polski.
Zmarł 27 lutego 1977 na Florydzie w Stanach Zjednoczonych.